# Conselho Federal das Nacionalidades Unidas
Conselho Federal das Nacionalidades Unidas (birmanês:  ညီညွတ်သောတိုင်းရင်းသားလူမျိုးများဖက်ဒရယ်ကောင်စီ; em inglês:  United Nationalities Federal Council, abreviado UNFC) é uma coalizão de cinco grupos de oposição em Mianmar. Em 2011, o conselho era formado por onze grupos de oposição que faziam campanha pelos direitos de várias minorias étnicas em Mianmar. Seis dos membros do conselho fizeram ou estão em vias de realizar negociações de paz e acordos permanentes de cessar-fogo com o governo. O braço armado do grupo é o Exército da União Federal.

## Filiação
O Conselho Federal das Nacionalidades Unidas tem atualmente cinco membros.
Membros do cessar-fogo
- Frente Nacional Chin (suspensa em novembro de 2015) [3]
- União Nacional Karen (resignou em setembro de 2014) [4]
- Exército Karen
- Partido Novo do Estado de Mon
- Organização Nacional Pa-O (suspensa em novembro de 2015)
- Exército do Estado de Shan - Norte

Membros fora do cessar-fogo
- Exército do Arracão
- Exército Independente de Kachin (resignou em maio de 2017)
- União Democrática Lahu
- Exército de Libertação Nacional Ta'ang (resignou em 2016)
- Organização Nacional Wa (resignou em maio 2017)